# 都濡县
都濡县，中国古县名。
唐朝贞观二十年（646年）置，治所在今贵州省务川仡佬族苗族自治县。属黔州。北宋嘉祐八年（1053年）废。 